# Paolo Flores d'Arcais
Paolo Flores d'Arcais (Cervignano del Friuli, 11 luglio 1944) è uno scrittore, pubblicista e ricercatore universitario italiano, direttore della rivista MicroMega. È stato collaboratore de la Repubblica, il Fatto Quotidiano, El País, Frankfurter Allgemeine Zeitung e Gazeta Wyborcza.

## Biografia
Nato in una famiglia della nobiltà sarda che deteneva il titolo di marchese d'Arcais, ha sempre unito l’attività di studioso, il lavoro editoriale e l’impegno civile. 
Dopo aver avuto un'educazione intensamente cattolica nella primavera del 1961 abbandona la fede. Ottiene la maturità scientifica nel 1962 e la maturità classica nel 1963, anno in cui s'iscrive al Partito Comunista Italiano e alla federazione giovanile, entrando all’università. Nel 1964 è segretario del Circolo universitario comunista e nell’estate frequenta la scuola centrale di partito "Marabini" a Bologna.
Allievo di Lucio Colletti, marxista eretico "dellavolpiano", si laurea in filosofia con lui nel 1969 con una tesi dal titolo Marx interprete di Adam Smith, e ne sarà a lungo uno degli assistenti. Espulso dal PCI nella primavera del 1967, è uno degli animatori del movimento studentesco del Sessantotto. Fu direttore del mensile Soviet, che fu distribuito per soli cinque numeri tra il 1970 e 1971,seguìto poi da Il Leviatano nel 1976-77. Nel 1977 fu l'organizzatore del convegno internazionale di tre giorni che aprì la polemica verso la Biennale di Venezia e il suo presidente Ripa di Meana, che aveva dato ospitalità e massima visibilità agli artisti dissidenti, perseguitati dagli Stati comunisti.
Nel 1978 viene chiamato a fondare e dirigere il Centro culturale Mondoperaio dal segretario del PSI Bettino Craxi (alleato delle sinistre di Giolitti e Lombardi). La sua prima iniziativa è il convegno internazionale "Marxismo, leninismo, socialismo", con relatori Cornelius Castoriadis, Gilles Martinet e Rudi Dutschke. Rompe con Craxi nel gennaio del 1980 quando questi cambia politica, spezza l’alleanza con Giolitti e Lombardi e torna al governo con la DC.
Nel 1986 fonda insieme a Giorgio Ruffolo la rivista MicroMega (Ruffolo ne uscirà nel 1992, per contrasti su "Mani pulite"). Nel 1990 fonda la "sinistra dei club" con Alberto Cavallari e altre cinque personalità della società civile, per partecipare alla fondazione del PDS, che dovrebbe aprirsi alla società civile sulle ceneri dell'ex Pci. Lo abbandona un anno dopo, viste le promesse secondo lui non mantenute. Nell'inverno 2000 è protagonista di una controversia pubblica col cardinal Ratzinger al Teatro Quirino di Roma. Nel 2002 organizza insieme a Nanni Moretti, Olivia Sleiter e Pancho Pardi la grande manifestazione dei "girotondi" del 14 settembre a piazza San Giovanni a Roma.
Paolo Flores d'Arcais è "radicalmente ateo".

## Impegno politico
Inizia presto ad occuparsi di politica nell'organizzazione giovanile del Partito Comunista Italiano, ma presto viene espulso dalla FGCI per la sua doppia militanza nella FGCI e nella Quarta Internazionale trotskista. Allievo e amico di Lucio Colletti, dopo esser stato uno dei protagonisti del "Sessantotto" romano, approda a posizioni di riformismo radicale e verso la fine degli anni settanta ha una breve ma vivida intesa con Bettino Craxi e Claudio Martelli, dai quali, tuttavia, si distacca presto.
Nel 1991 aderisce al Partito Democratico della Sinistra di Achille Occhetto entrando nella Direzione nazionale, da cui poi fuoriesce due anni dopo essendo favorevole alla guerra del Golfo a differenza della linea maggioritaria del partito. 
Tra i promotori della breve stagione dei girotondi, tenta di proporre una lista di suoi candidati alle primarie dell'Ulivo per le elezioni politiche del 2006 ma come lui stesso deve ammettere "realizza un fallimento pieno e perfetto" raccogliendo appena 130 adesioni. Il 25 marzo 2008 annuncia su MicroMega che nelle elezioni politiche del 2008 avrebbe votato per il Partito Democratico in funzione anti-berlusconiana. Il 29 gennaio 2009 decide di ritentare in politica prospettando il "Partito dei Senza Partito" insieme ad Antonio Di Pietro e Andrea Camilleri per partecipare alle elezioni europee del 2009 ma, il 12 marzo dello stesso anno, viene annunciato il mancato accordo fra i tre. Per le elezioni politiche del 2013 ha dichiarato di votare la lista Rivoluzione Civile di Antonio Ingroia.  Successivamente non nasconde le sue simpatie per il Movimento 5 Stelle per il quale dichiara di votare. Tuttavia in seguito all'alleanza tra il Movimento 5 Stelle e la Lega si dice deluso dal Movimento, accusando in particolare Luigi Di Maio di avere tradito le promesse agli elettori.

## Opere
- Il maggio rosso di Parigi. Cronologia e documenti delle lotte studentesche e operaie in Francia, a cura di, Padova, Marsilio, 1968.
- Il piccolo sinistrese illustrato, con Giampiero Mughini, Milano, SugarCo, 1977.
- Il dubbio e la certezza. Nei dintorni del marxismo e oltre (1971-1981), Milano, SugarCo, 1982.
- L'esistenzialismo libertario di Hannah Arendt, in Hannah Arendt, Politica e menzogna, Milano, SugarCo, 1985.
- Oltre il PCI. Per un partito libertario e riformista, Genova, Marietti, 1990. ISBN 88-211-6279-6.
- Esistenza e libertà. A partire da Hannah Arendt, Genova, Marietti, 1990. ISBN 88-211-6622-8.
- L'albero e la foresta. Il partito democratico della sinistra nel sistema politico italiano, con Umberto Curi, Milano, FrancoAngeli, 1991. ISBN 88-204-6678-3.
- La rimozione permanente. Il futuro della sinistra e la critica del comunismo. Scritti 1971-1991, Genova, Marietti, 1991. ISBN 88-211-6898-0.
- Etica senza fede, Torino, Einaudi, 1992. ISBN 88-06-13001-3.
- Il disincanto tradito, Torino, Bollati Boringhieri, 1994. ISBN 88-339-0820-8.
- Hannah Arendt. Esistenza e libertà, Roma, Donzelli, 1995. ISBN 88-7989-151-0.
- Gobetti, liberale del futuro, in Piero Gobetti, La rivoluzione liberale. Saggio sulla lotta politica in Italia, Torino, Einaudi, 1995. ISBN 88-06-13642-9.
- Il populismo italiano da Craxi a Berlusconi. Dieci anni di regime nelle analisi di MicroMega, Roma, Donzelli, 1996. ISBN 88-7989-212-6.
- L'individuo libertario. Percorsi di filosofia morale e politica nell'orizzonte del finito, Torino, Einaudi, 1999. ISBN 88-06-15139-8.
- Il sovrano e il dissidente, ovvero La democrazia presa sul serio. Saggio di filosofia politica per cittadini esigenti, Milano, Garzanti, 2004. ISBN 88-11-60045-6.
- Dio esiste? Un confronto su verità, fede, ateismo, moderato da Gad Lerner, con Joseph Ratzinger, Roma, Somedia Gruppo editoriale L'Espresso, 2005. ISBN 88-8371-169-6.
- Il ventennio populista. Da Craxi a Berlusconi (passando per D'Alema?), Roma, Fazi, 2006. ISBN 88-8112-750-4.
- Hannah Arendt. Esistenza e libertà, autenticità e politica, Roma, Fazi, 2006. ISBN 88-8112-769-5.
- Atei o credenti? Filosofia, politica, etica, scienza, con Michel Onfray e Gianni Vattimo, Roma, Fazi, 2007. ISBN 978-88-8112-884-6.
- Dio? Ateismo della ragione e ragioni della fede, con Angelo Scola, Venezia, Marsilio, 2008. ISBN 978-88-317-9470-1.
- Itinerario di un eretico. Dialogo con Paolo Flores d'Arcais, di Marco Alloni, Lugano, ADV, 2008. ISBN 978-88-7922-035-4.
- A chi appartiene la tua vita? Una riflessione filosofica su etica, testamento biologico, eutanasia e diritti civili nell'epoca oscurantista di Ratzinger e Berlusconi, Milano, Ponte alle Grazie, 2009. ISBN 978-88-6220-068-4.
- Albert Camus filosofo del futuro, Torino, Codice, 2010. ISBN 978-88-7578-147-7.
- La sfida oscurantista di Joseph Ratzinger, Milano, Ponte alle Grazie, 2010. ISBN 978-88-6220-214-5.
- Gesù. L'invenzione del Dio cristiano, Torino, Add, 2011. ISBN 978-88-96873-33-5.
- Macerie. Ascesa e declino di un regime, Roma, Aliberti, 2011. ISBN 978-88-7424-761-5.
- Perché oggi, in Ernesto Rossi, Contro l'industria dei partiti, Milano, Chiarelettere, 2012. ISBN 978-88-6190-358-6.
- Democrazia! Libertà privata e libertà in rivolta, Torino, Add, 2012. ISBN 978-88-96873-73-1.
- Il caso o la speranza? Un dibattito senza diplomazia, con Vito Mancuso, Milano, Garzanti, 2013. ISBN 978-88-11-68459-6.
- La Guerra del Sacro. Terrorismo, laicità e democrazia radicale, Milano, Raffaello Cortina Editore, 2016. ISBN 978-88-6030-793-4.
- Questione di vita e di morte, Einaudi, Vele, 2019. ISBN 9788806242558.